# Afrikaspiele 2019/Reiten
Die Wettbewerbe im Reiten bei den Afrikaspielen 2019 fanden vom 21. bis 24. August 2019 in Rabat, Marokko statt. Sie wurden von der Association of National Olympic Committees of Africa ausgerichtet. Das letzte Mal wurden bei den Afrikaspielen 2007 Reitwettbewerbe durchgeführt.
Es fanden ausschließlich Wettbewerbe im Springreiten statt. Mit Hindernishöhen von maximal 1,35 Metern war die Schwierigkeit an das Leistungsniveau der schwächeren Nationen insbesondere des südlichen Afrikas angepasst.
Die Team-Wettbewerbe wurden am 21. und 22. August durchgeführt. Am 21. und 24. August fanden die Einzelwettbewerbe statt.

## Teilnehmende Nationen
- Algerien
- Ägypten[2]
- Marokko
- Senegal
- Tunesien
- Sambia
- Simbabwe

## Medaillen
| Prüfung         | Gold | Silber | Bronze |
| --------------- | --- | --- | --- |
| Springen Equipe | Marokko Ali Al Ahrach mit USA de Riverland El Ghali Boukaa mit Ugolino du Clos Vincent Zacharias Bourguignon mit Cascabel Abdelkebir Ouaddar mit Brooklyn | Ägypten Mohamed Taher Zeyada mit Electric Z Nayel Nassar mit Hermelien van de Hooghoev Abdel Said mit Aramis Mohamed Talaat mit Tabea | Algerien Ali Boughrab mit Zoeen O Mohamed Mesrati mit Goodluck Mohamed Anis Smati mit Sheitan du Paradis Sofian Misraoui mit Unanime des Forets |
| Springen Einzel | El Ghali Boukaa mit Ugolino du Clos | Abdelkebir Ouaddar mit Brooklyn | Vincent Zacharias Bourguignon mit Cascabel |